# 스카와촌
스카와촌(須川村)은 아키타현 오가치군에 있던 촌이다. 현재의 유자와시 중부, 유모노 강 양안, 오우 본선 미노세키 역의 남쪽·서쪽 일대 및 다카마쓰강 유역에 해당한다.

## 역사
- 1889년 4월 1일 - 정촌제 시행에 의해 4촌의 구역으로 성립하였다.

- 1955년 3월 1일 - 유자와시에 편입되어, 동일 스카와촌은 폐지되었다.

## 교통
오우 본선이 촌역을 통과하지만 역은 소재하지 않았다.

### 도로
- 국도 13호선